# Лайош Кошут
Лайош Кошут (на унгарски: Kossuth Lajos) e унгарски национален герой, ръководител на Унгарската революция от 1848 – 1849 година.

## Биография

### До 1848 година
Лайош Кошут е от протестантски род от северната унгарска област Земплен. Въпреки благородническия си произход, родителите му не са заможни и, след като завършва право в калвинистки колеж в Шарошпатак и (през 1821 година) в Университета в Пеща, той работи като адвокат на местни богаташи. 
От 1832 година Кошут представлява един от унгарските магнати в съсловното събрание в Пожон. Тогава започва журналистическата си дейност, отразявайки подробно заседанията на депутатите, а по-късно и на окръжния съвет в Пеща, във вестник, списван на ръка. Писанията му, в които отразява с голям литературен талант призивите за реформиране на стагнираната политическа и социална система на Хабсбургите, не се харесват на властите. Понеже не се подчинява на нареждането им да спре разпространяването на вестника, през 1837 година Кошут е арестуван и по-късно е осъден на четири години затвор.
Амнистиран през 1840, през 1841 година той става редактор на вестник „Пещи хирлап“ (на унгарски: Pesti Hirlap, т.е. „Новини от Пеща“), чрез който развива унгарска национална пропаганда срещу властта на Хабсбургите. Благодарение на красноречието си става много популярен сред народа, но си навлича гнева на консерваторите и на някои умерени либерали, като Ищван Сечени, които сътрудничат на двора във Виена. През 1844 година Кошут напуска вестника, поради конфликт с издателя. В следващите години той се включва в инициативи за икономическо обособяване на Унгария чрез прокарване на митническа граница, бойкот на чуждестранната продукция и морски излаз през Фиуме/Риека. Тези начинания нямат успех, но политическото му влияние се засилва. През есента на 1847 година Кошут е избран за депутат в долната камара на унгарския парламент, където оглавява фракцията на радикалните националисти.

### През 1848 – 1849
В събитията, развили се след избухването на Революцията във Франция през февруари 1848 година, Кошут бързо се превръща в решаващ фактор в унгарската политика. По негова инициатива, в началото на март парламентът приема петиция до хабсбургския владетел за конституционни реформи, предполагащи управлението на Унгарското кралство да се упражнява от правителство, отговорно пред унгарски депутати. Това искане се материализира в Мартенските закони, утвърдени от император Фердинанд, и в правителството на Лайош Батяни, в което Кошут взима финансовия портфейл.
Кошут е категоричен противник на всякакви компромиси с националните искания на хървати и сърби в Южна Унгария. Той е инициаторът на гласуването, с което през юли 1848 година новоизбраният парламент разпорежда на правителството да мобилизира 200-хилядна армия срещу разбунтувалите се Хърватия и Войводина. След това решение политическата криза бързо се разраства във война, в която унгарците трябва да се сражават в продължение на девет месеца срещу армиите на императора и поддържащите ги славянски и румънски поданици на Австрийската империя, а по-късно и срещу руските интервенти.
През този период Кошут е под една или друга форма начело на революционното правителство. От септември 1848 година, когато хърватският бан Йосип Йелачич настъпва с армията си към Пеща, а министрите от кабинета Батяни се оттеглят един след друг, Кошут оглавява Комитет за защита на родината. Начело на комитета той организира отпора срещу императорските войски. На 14 април 1849 година, в отговор на прокламацията, с която император Франц Йосиф ликвидира унгарските свободи, Кошут насърчава парламента да обяви Хабсбург–Лотарингската династия за свалена от власт, а самия него – за управител на Унгария.
Четири месеца по-късно революцията е прекратена, за което освен намесата на Русия на страната на Хабсбургите допринася и конфликтът на Кошут с главнокомандващия унгарските войски Артур Гьоргей. Дни преди окончателния разгром, Кошут предава пълномощията си на Гьоргей. На 17 август 1849 година той преминава Дунав, укривайки се на османска територия.

### В емиграция
Преминал сам границата, Кошут е задържан от турските власти във Видин, където остава до началото на 1850 година. След известен престой в дома на Димитраки Хаджипанев в Шумен (днес едноименна къща музей), от март до август 1851 година той е интерниран със семейството си в Кютахия. Насърчено от Великобритания, османското правителство отказва да предаде Кошут на австрийците и руснаците. През септември 1851 година той е освободен и с американски боен кораб отпътува за Марсилия, а оттам за Англия. Недопуснат от президента Луи Бонапарт във Франция, той е приет с големи почести в Саутхямптън, Лондон, Бирмингам и други британски градове. Публичните му речи там са без практически ефект за унгарската кауза, но настройват британското обществено мнение срещу Русия в навечерието на Кримската война.
През декември 1851 година Кошут пристига в Ню Йорк. В следващите седем месеца той посещава столицата Вашингтон, Индианаполис, Сейнт Луис и много други градове в САЩ, където изнася десетки речи и беседи за събитията в Европа. Критикуван от аболиционистите и от южняците, затова че отказва да се обяви недвусмислено както за, така и против робството, посещението му в Юга привлича слабо внимание, но отгласът на Север и най-вече в Нова Англия е голям. В резолюция, съставена в началото на 1852 година от видни граждани на Спрингфийлд, сред които и Ейбрахам Линкълн, унгарският революционер е определен като „най-достоен и изтъкнат представител на каузата за гражданска и религиозна свобода на европейския континент“. Речите на Кошут се отразяват трайно върху идеите и ораторските похвати на Линкълн, но през 1852 той не успява да убеди нито бъдещия президент, нито другите меродавни американски политици в необходимостта да се намесят с дипломатически и военни средства в защита на демократичните движения в Европа, а моралната подкрепа от американското общество не се материализира финансово.
От Съединените щати Кошут се завръща в Лондон. Там в началото на 50–те години той установява близки отношения с Джузепе Мацини и други революционери, които се опитват да използват конфликтите между Великите сили на континента за осъществяване на своите цели. По време на Кримската война (1853 – 1855) се заема да сформира унгарски легион, но инициативата пропада. Следващият опит е през 1859 година, когато Франция и Пиемонт търсят съюзници в назряващата война с Австрия. Наполеон III договаря с Кошут създаване и изпращане на унгарска войска в Далмация за действие в тила на съсредоточените в Ломбардия австрийски войски. В избухналата през същата година война австрийците търпят няколко поражения. Кошут, граф Ласло Телеки и друг ветеран от революцията – Дьорд Клапка, образуват временно правителство („Унгарска национална директория“) и се заемат с организирането на освободителното въстание. Планът е осуетен през юли, когато Наполеон III сключва примирие с Франц Йосиф и спира френските армии. След тези събития Кошут се установява в Торино, където остава до края на живота си. Там през 1862 година той публикува проект за Дунавска конфедерация, обединяваща Унгария, Хърватия, Сърбия и Румъния. Преговорите със сръбските и румънските власти за реализирането му са безуспешни.
През 1867 година е постигнат така нареченият „Компромис“ (на немски: Ausgleich; на унгарски: Kiegyezés), с който Австрийската империя е преобразувана в дуалистична монархия – Австро-Унгария. Кошут се противопоставя остро на този акт с открито писмо, настоявайки за пълна независимост на Унгария от Хабсбургите. Той отказва да се завърне в родината си, въпреки че е амнистиран и че на два пъти (през 1867 и 1877) е избиран за депутат в унгарския парламент. Макар и в емиграция повече от четири десетилетия, популярността му остава много висока и след като властите му отнемат унгарското гражданство множество градове в Унгария го обявяват за свой почетен гражданин. 
След смъртта на Кошут на 20 март 1894 година останките му са пренесени от Торино в Будапеща. Погребението е съпроводено с масови демонстрации в знак на почит.